# Amerikansk asp
Amerikansk asp (Populus tremuloides) är en videväxtart som beskrevs av André Michaux. Enligt Catalogue of Life och Dyntaxa ingår Amerikansk asp i släktet popplar och familjen videväxter. Arten har ej påträffats i Sverige. Inga underarter finns listade i Catalogue of Life.

## Bildgalleri

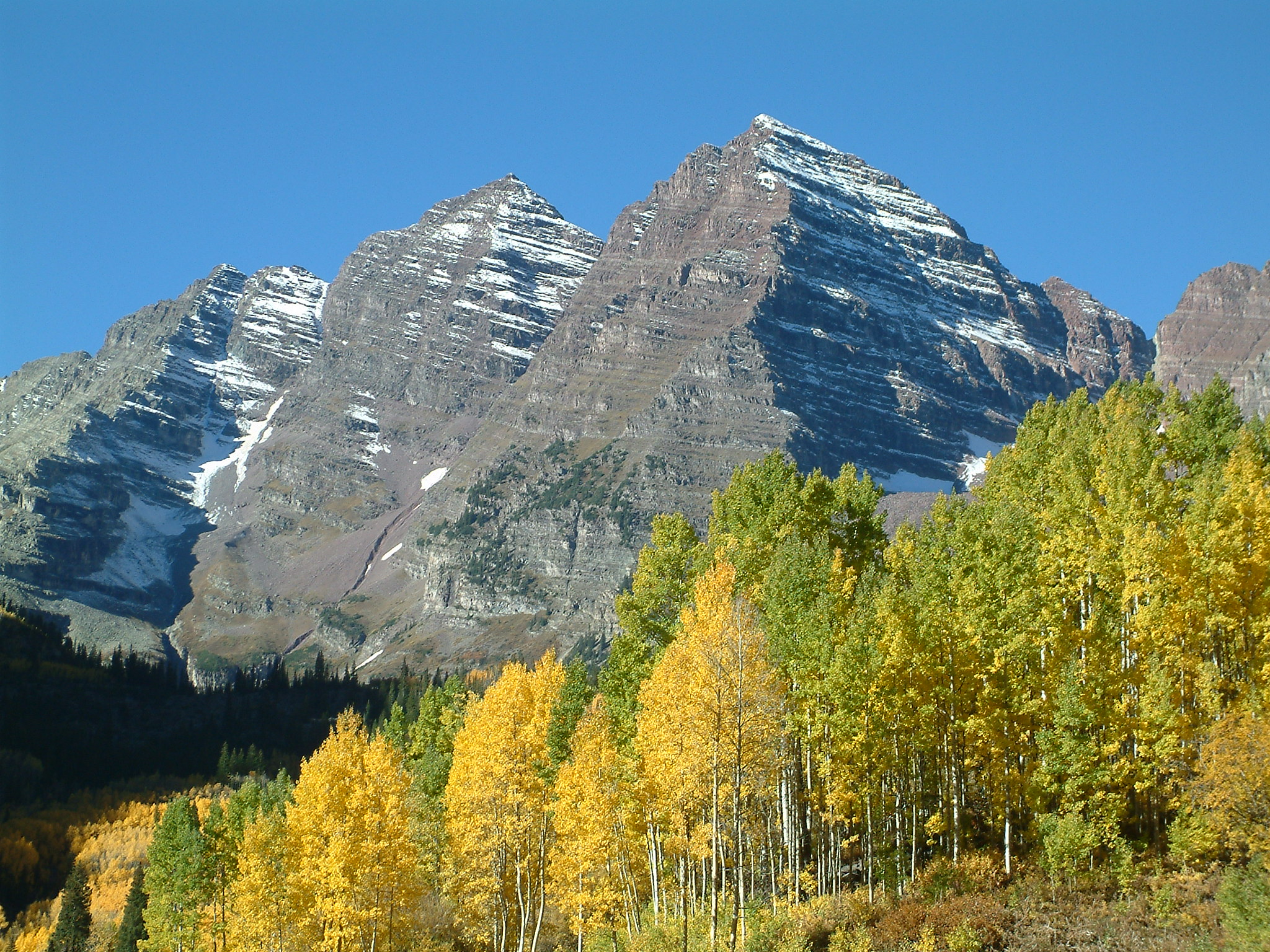
Maroon Bells nära Aspen, Colorado
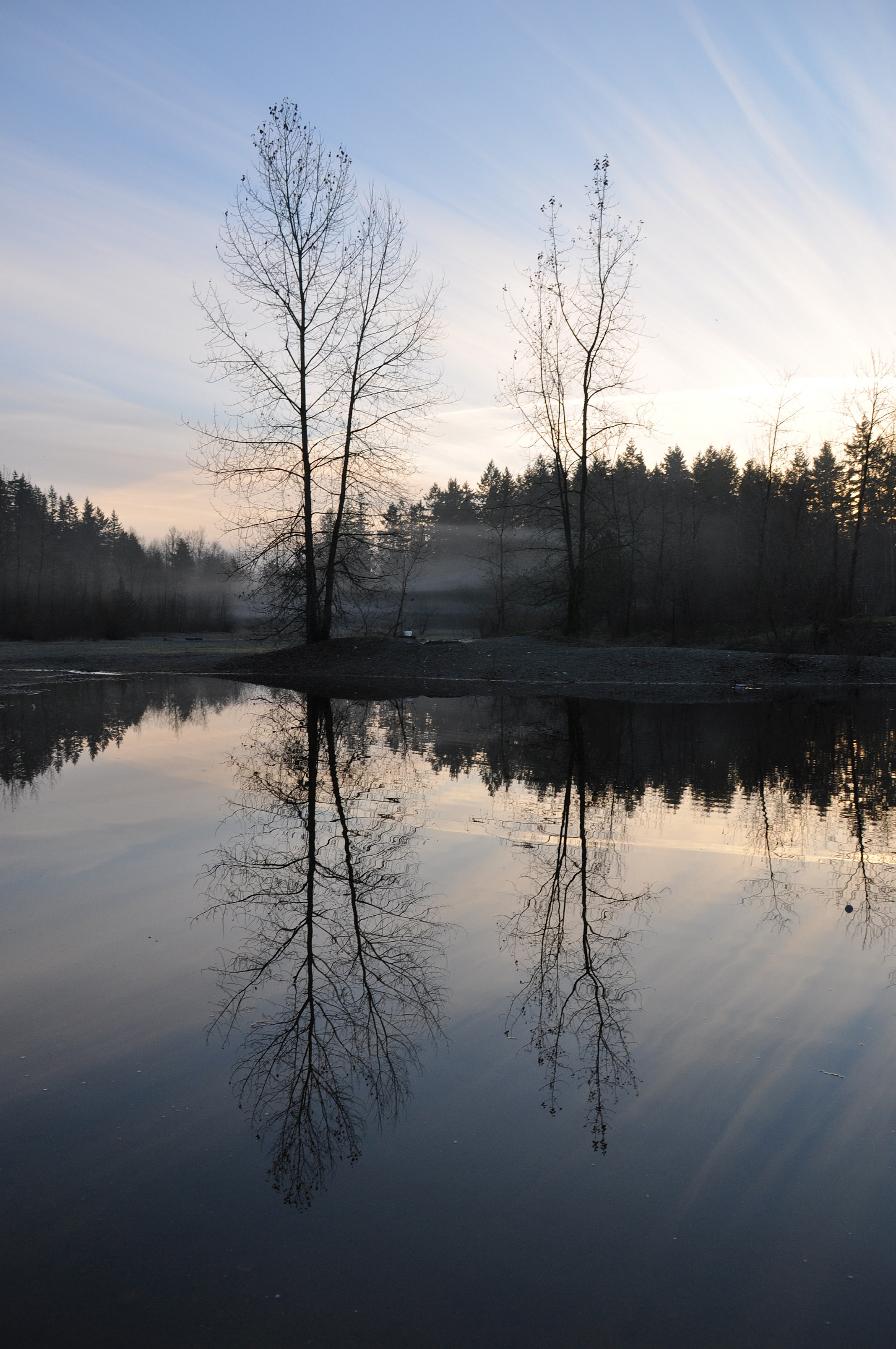
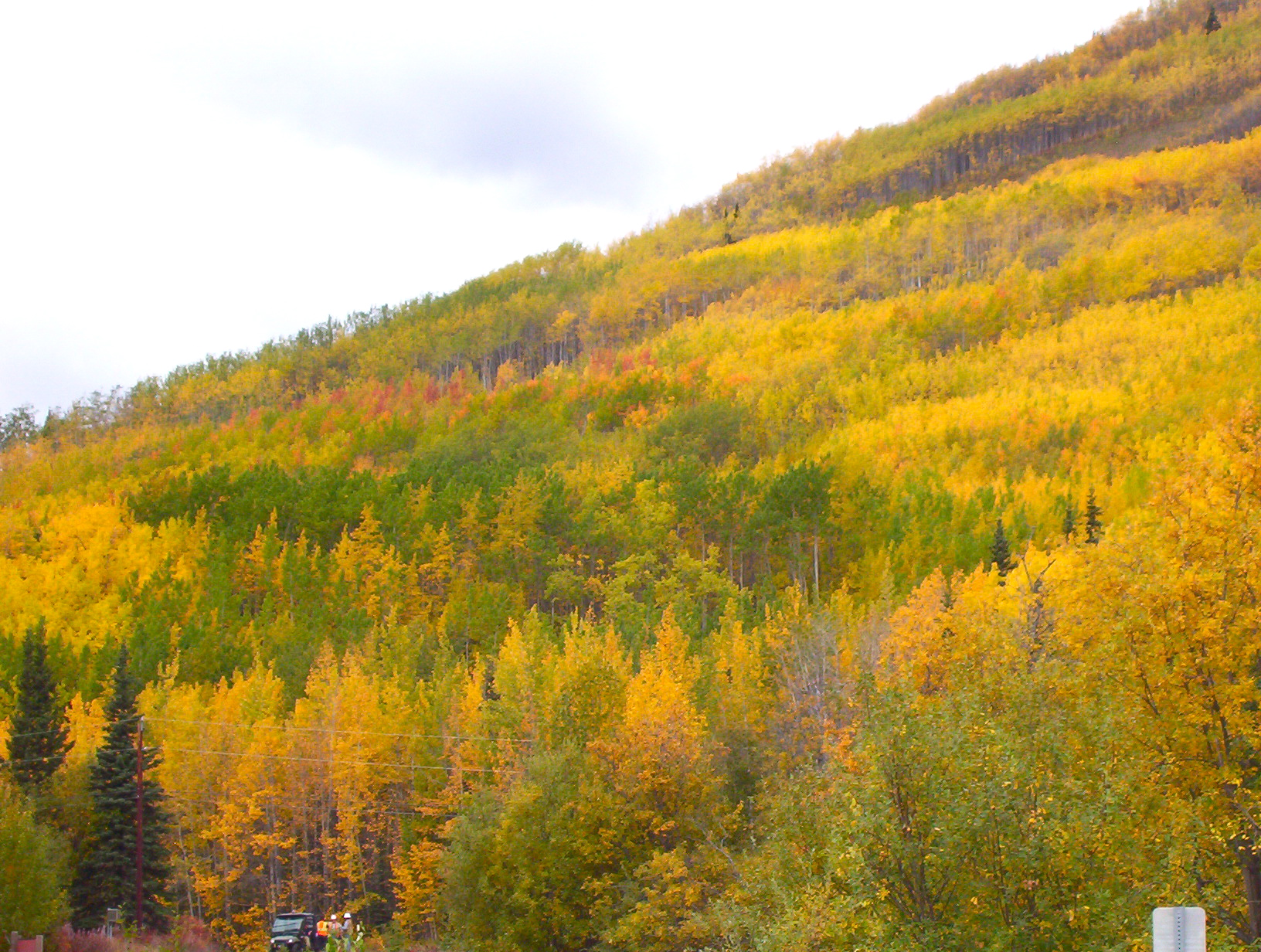
Matanuska Valley, i Alaska
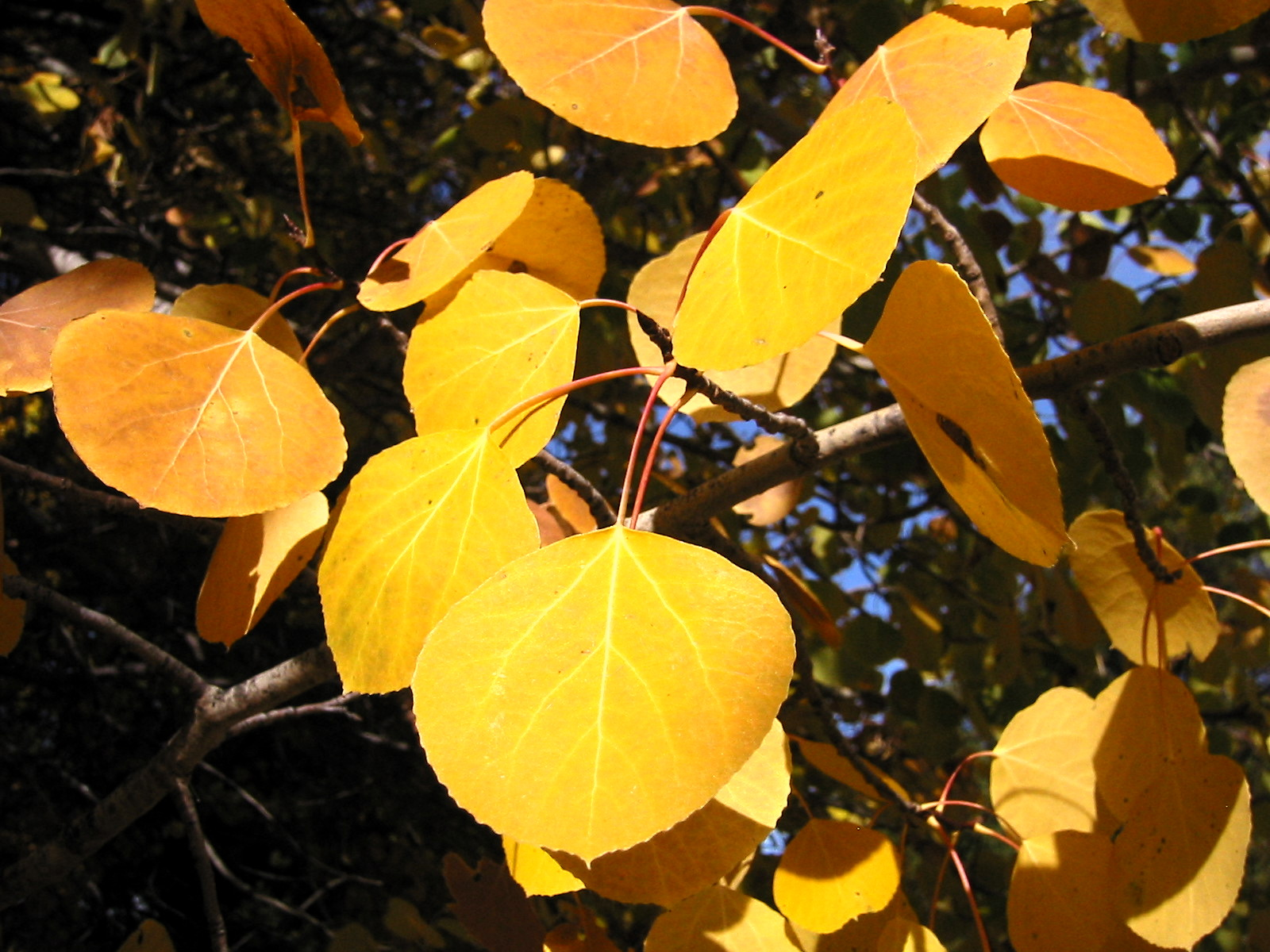